# Deprecação
Em vários campos, a deprecação é o desencorajamento do uso de algumas terminologias, funcionalidade, design, ou prática, normalmente porque a mesma terá sido substituída, ou já não é considerado eficiente ou segura, sem remover completamente ou proibindo o seu uso. O termo pode também implicar que um recurso, projeto ou prática serão removidos ou suprimidos inteiramente no futuro.

## Etimologia
O infinitivo de deprecação, "deprecar" é um termo que deriva do latim deprèco, as, ávi, átum, áre (por deprecári), que significa "afastamento por meio de súplicas, súplica, imprecação, maldição, pedido de perdão, dissuasão".